# Independent Spirit Awards 1986
Die erste Verleihung der Independent Spirit Awards fand 1986 in Los Angeles statt.

## Zusammenfassung
Zwei Filme dominierten: Martin Scorseses Die Zeit nach Mitternacht (After Hours) wurde bester Film und gewann den Regiepreis sowie drei Nominierungen, Ethan und Joel Coens Debütfilm Blood Simple gewann den Regiepreis zusammen mit Scorsese und den Preis für den besten Hauptdarsteller und ebenfalls drei weitere Nominierungen. Geraldine Pages Wahl zur besten Hauptdarstellerin für A Trip to Bountiful – Reise ins Glück (The Trip to Bountiful) wurde bei den Oscars bestätigt. Bester ausländischer Film wurde nicht Akira Kurosawas Alterswerk Ran, sondern die brasilianisch-amerikanische Co-Produktion Kuß der Spinnenfrau (Kiss of the Spider Woman).

## Gewinner und Nominierte

### Bester Film
Die Zeit nach Mitternacht (After Hours) – Robert F. Colesberry, Griffin Dunne, Amy Robinson
Bedrohliches Geflüster (Smooth Talk) – Martin Rosen
Blood Simple – Ethan Coen
A Trip to Bountiful – Reise ins Glück (The Trip to Bountiful) – Sterling Van Wagenen, Horton Foote

### Beste Regie
Joel Coen – Blood Simple

Martin Scorsese – Die Zeit nach Mitternacht (After Hours)
Joyce Chopra – Bedrohliches Geflüster (Smooth Talk)
Peter Masterson – A Trip to Bountiful – Reise ins Glück (The Trip to Bountiful)

### Bester Hauptdarsteller
M. Emmet Walsh – Blood Simple
Rubén Blades – Crossover Dreams
Tom Bower – Wildrose
Treat Williams – Bedrohliches Geflüster (Smooth Talk)

### Beste Hauptdarstellerin
Geraldine Page – A Trip to Bountiful – Reise ins Glück (The Trip to Bountiful)
Rosanna Arquette – Die Zeit nach Mitternacht (After Hours)
Laura Dern – Bedrohliches Geflüster (Smooth Talk)
Lori Singer – Diamantenfieber (Trouble in Mind)

### Bestes Drehbuch
Horton Foote – A Trip to Bountiful – Reise ins Glück (The Trip to Bountiful)
Joel Coen, Ethan Coen – Blood Simple
Tom Cole – Bedrohliches Geflüster (Smooth Talk)
Joseph Minion – Die Zeit nach Mitternacht (After Hours)

### Beste Kamera
Toyomichi Kurita – Diamantenfieber (Trouble in Mind)
Michael Ballhaus – Die Zeit nach Mitternacht (After Hours)
Michael G. Chin – Dim Sum – Etwas fürs Herz (Dim Sum: A Little Bit of Heart)
Barry Sonnenfeld – Blood Simple

### Bester ausländischer Film
Kuß der Spinnenfrau (Kiss of the Spider Woman) – Héctor Babenco
Die Profi-Killer (The Hit) – Stephen Frears
Ran – Akira Kurosawa
Das wahre Leben der Alice im Wunderland (Dreamchild) – Gavin Millar